# Хорзино
Хорзино — деревня в Сусанинском районе Костромской области. Входит в состав Андреевского сельского поселения.

## География
Находится в западной части Костромской области на расстоянии приблизительно 17 км на запад-северо-запад по прямой от районного центра поселка Сусанино.

## История
В 1872 году здесь было учтено 32 двора, в 1907 году здесь отмечено было 73 двора.

## Население
Постоянное население составляло 196 человек (1872 год), 270 (1897), 392 (1907), 102 в 2002 году (русские 97 %), 54 в 2022.